# Портрет Иосифа Корниловича Орурка
«Портрет Иосифа Корнелиевича Орурка» — картина Джорджа Доу и его мастерской из Военной галереи Зимнего дворца.
Картина представляет собой погрудный портрет генерал-майора графа Иосифа Корнелиевича (Корниловича) Орурка из состава Военной галереи Зимнего дворца.
Во время Отечественной войны 1812 года генерал-майор граф Орурк был шефом Волынского уланского полка и состоял в Дунайской армии, сражался с французами под Брест-Литовском и на Березине. В Заграничных походах 1813 и 1814 годов особо отличился в сражении при Гросберене, за что был произведён в генерал-лейтенанты, и в битве под Лаоном.
Изображён в генеральском мундире Волынского уланского полка, введённом в 1808 году, через плечо переброшена лента ордена Св. Александра Невского с лядуночной перевязью поверх неё; на шее под воротником и слева под лацканом виден этишкетный шнур, справа под эполетом — кисти этого шнура. На шее крест ордена Св. Георгия 3-го класса, по борту мундира кресты ордена Святого Владимира 2-й степени и прусского ордена Красного орла 2-й степени; справа на груди серебряная медаль «В память Отечественной войны 1812 года» на Андреевской ленте; правее и ниже из-под лацкана виден край звезды ордена Св. Владимира 2-й степени и Кульмский крест. С тыльной стороны картины надписи: Cte Orourk и Geo Dawe RA pinxt. Подпись на раме: Графъ И. К. Оруркъ 1й, Генералъ Лейтенантъ. Мундир изображён с ошибками: так, цвет лацкана вместо малинового показан красным, а воротник должен быть полностью синим с малиновой выпушкой. Также ошибочно изображены эполеты образца середины 1820-х годов — они не могли носиться с полковыми мундирами образца до 1814 года.
7 августа 1820 года Комитетом Главного штаба по аттестации Орурк был включён в список «генералов, заслуживающих быть написанными в галерею» и 4 сентября 1821 года император Александр I приказал написать его портрет. В это время Орурк состоял по армейской кавалерии без должности и постоянно проживал в своём имении в Гродненской губернии. 28 сентября 1821 года Орурку из Инспекторского департамента Военного министерства было направлено письмо «портрет его Высочайше повелено написать живописцу Дове, посему если изволит прибыть в Санкт-Петербург, то не оставить иметь с Дове свидание». В ответном письме от 23 ноября того же года Орурк запросил разрешения на свой приезд в столицу, на что ему 24 декабря последовал ответ «что приезд его совершенно зависит от него». Вероятно, вскоре Орурк приехал в Санкт-Петербург, поскольку уже 24 февраля 1822 года Доу получил аванс, а оставшаяся часть гонорара художнику была выплачена 1 июля 1822 года. Готовый портрет был принят в Эрмитаж 7 сентября 1825 года.